# تود ميرفي
تود ميرفي (بالإنجليزية: Tod Murphy)‏ مواليد 24 ديسمبر 1963 في لونغ بيتش، هو مدرب كرة سلة أمريكي ولاعب معتزل. بدأ مسيرته الاحترافية في سنة 1987. تم اختياره من قبل فريق سياتل سوبرسونيكس خلال الدرافت. يبلغ طوله 6 قدم 9 بوصة (2.1 م). اعتزل اللعب في 1998.

## المسيرة الاحترافية
لعب مع لوس أنجلوس كليبرز في سنة 1987، ثم لعب مع مينيسوتا تمبر ولفز من سنة 1989 إلى 1992، ثم لعب مع ديترويت بيستونز في موسم 1993–1994، ثم لعب مع غولدن ستايت ووريورز في سنة 1994، ثم لعب مع نادي سانت جوسيب لكرة السلة في الدوري الإسباني في موسم 1994–1995.

## روابط خارجية
- تود ميرفي على موقع إن بي أي (الإنجليزية)
- تود ميرفي على موقع سبورتس رفرنس (الإنجليزية)
- تود ميرفي على موقع الدوري الإسباني لكرة السلة (الإسبانية)
- تود ميرفي على موقع كرة السلة الأوروبية.كوم (الإنجليزية)
- تود ميرفي على موقع كلية كرة السلة في سبورتس رفرنس.كوم (الإنجليزية)
- تود ميرفي على موقع ريلجم (الإنجليزية)
- تود ميرفي على موقع بروبوليرز (الإنجليزية)
- تود ميرفي على موقع سبورتس رفرنس (الإنجليزية)